# Filialkirche hl. Virgil (Gaishorn am See)

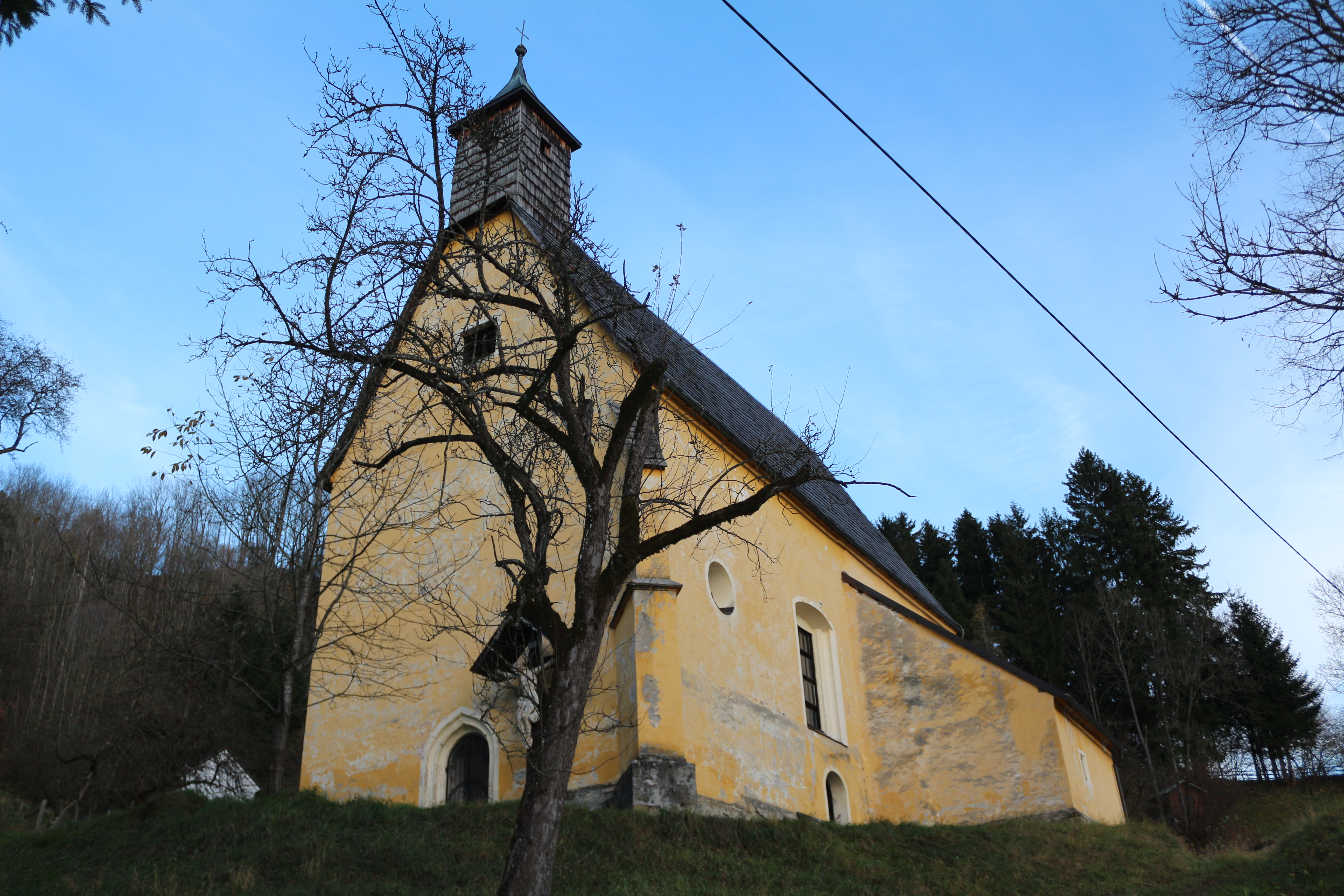
Die Filialkirche hl. Virgil in Gaishorn am See im November 2016.

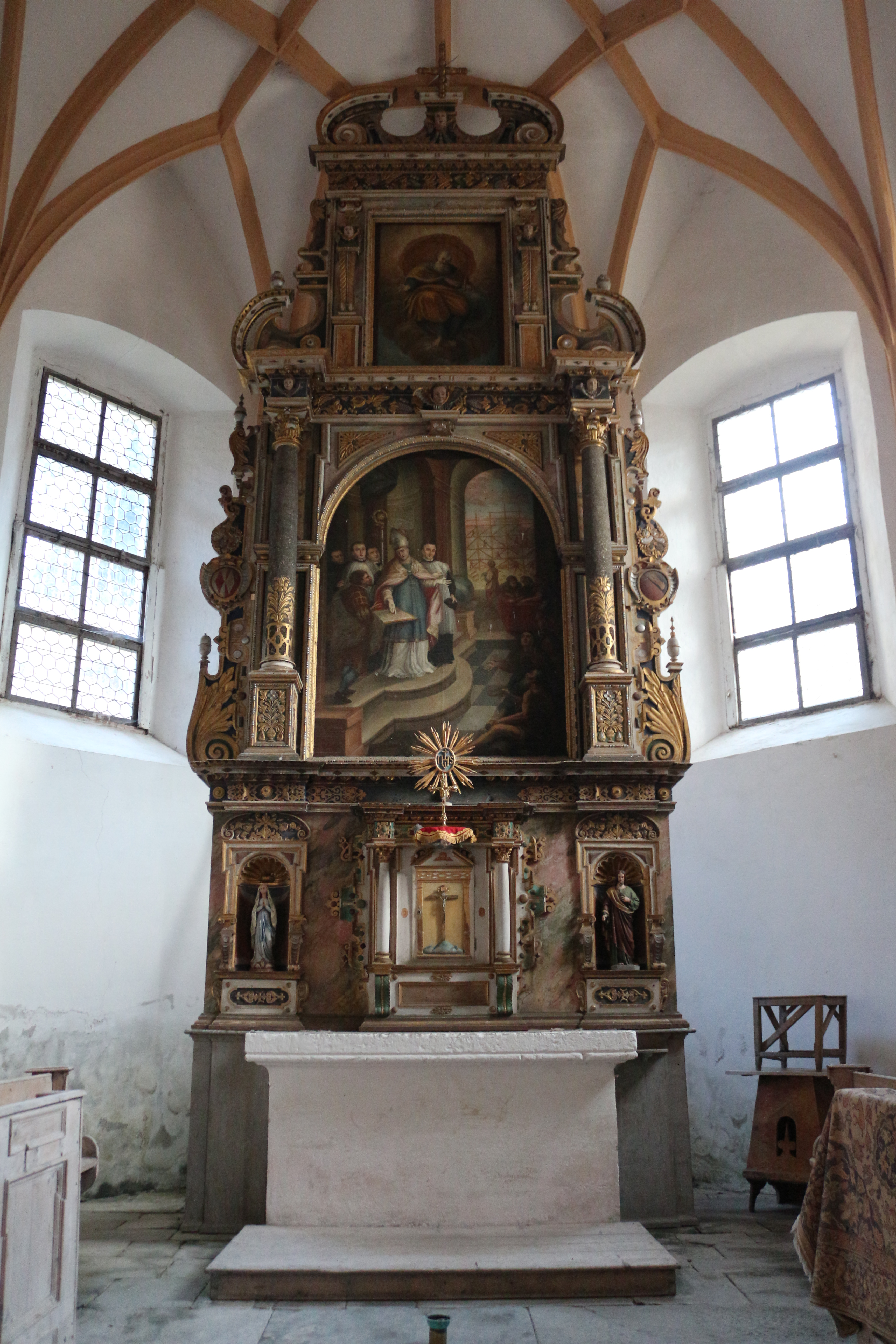
Der Hochaltar der Virgil-Kirche …

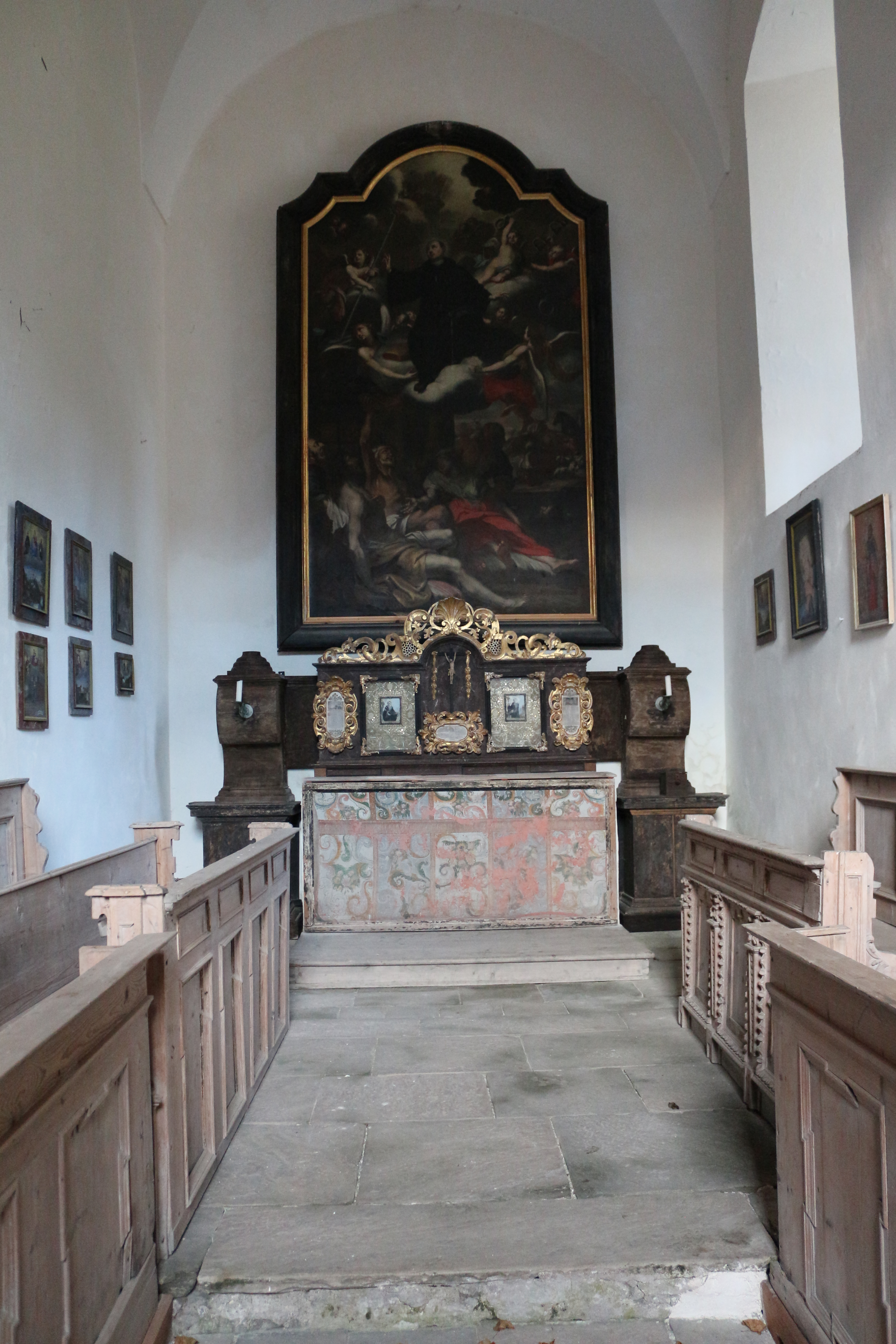
… und der Seitenaltar in der 1733 dazugebauten Leonardikapelle.

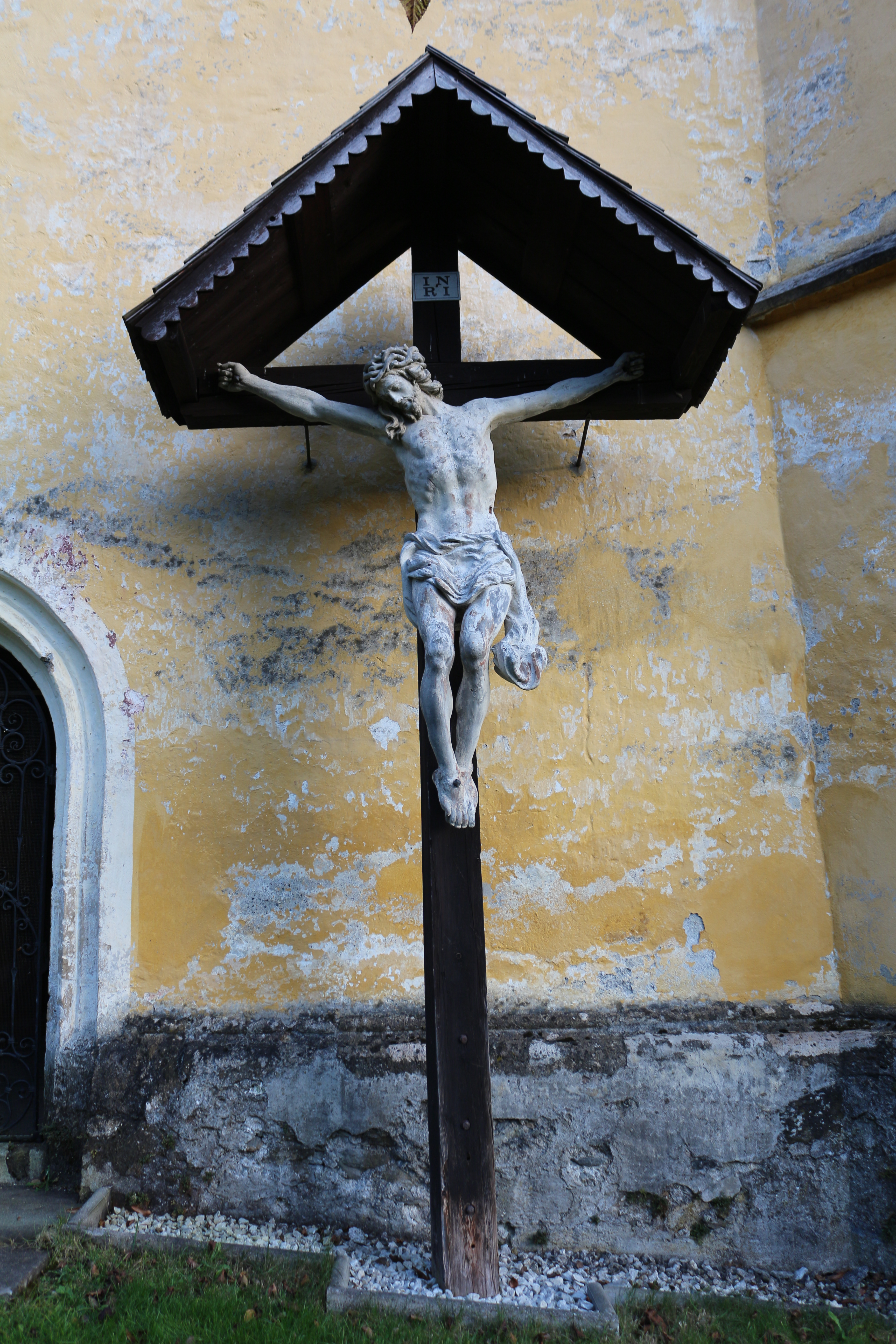
Das ebenfalls denkmalgeschützte Kruzifix aus dem Jahre 1727 neben dem gotischen Westportal.

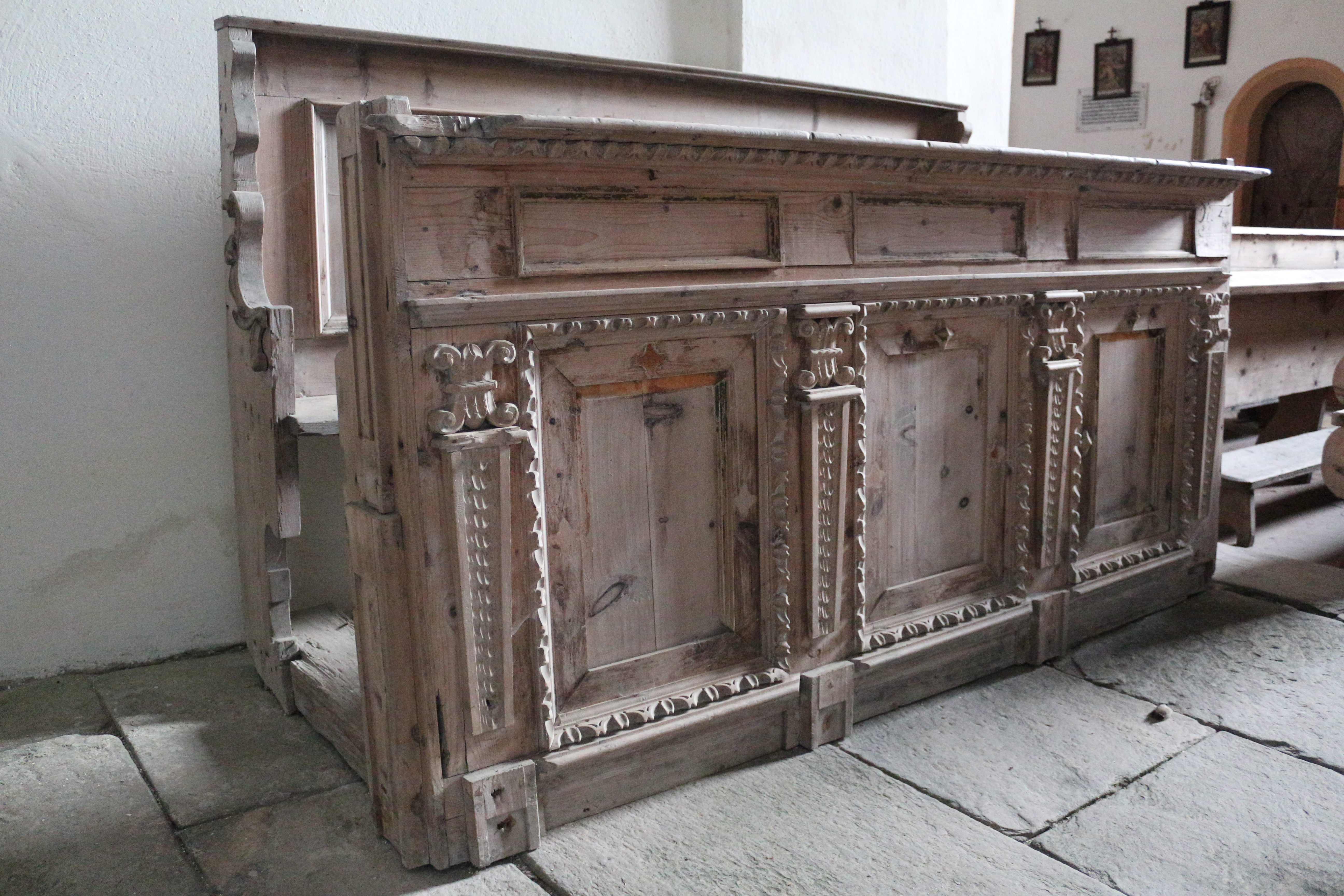
Eine der Kirchenbänke aus dem 17. Jahrhundert.

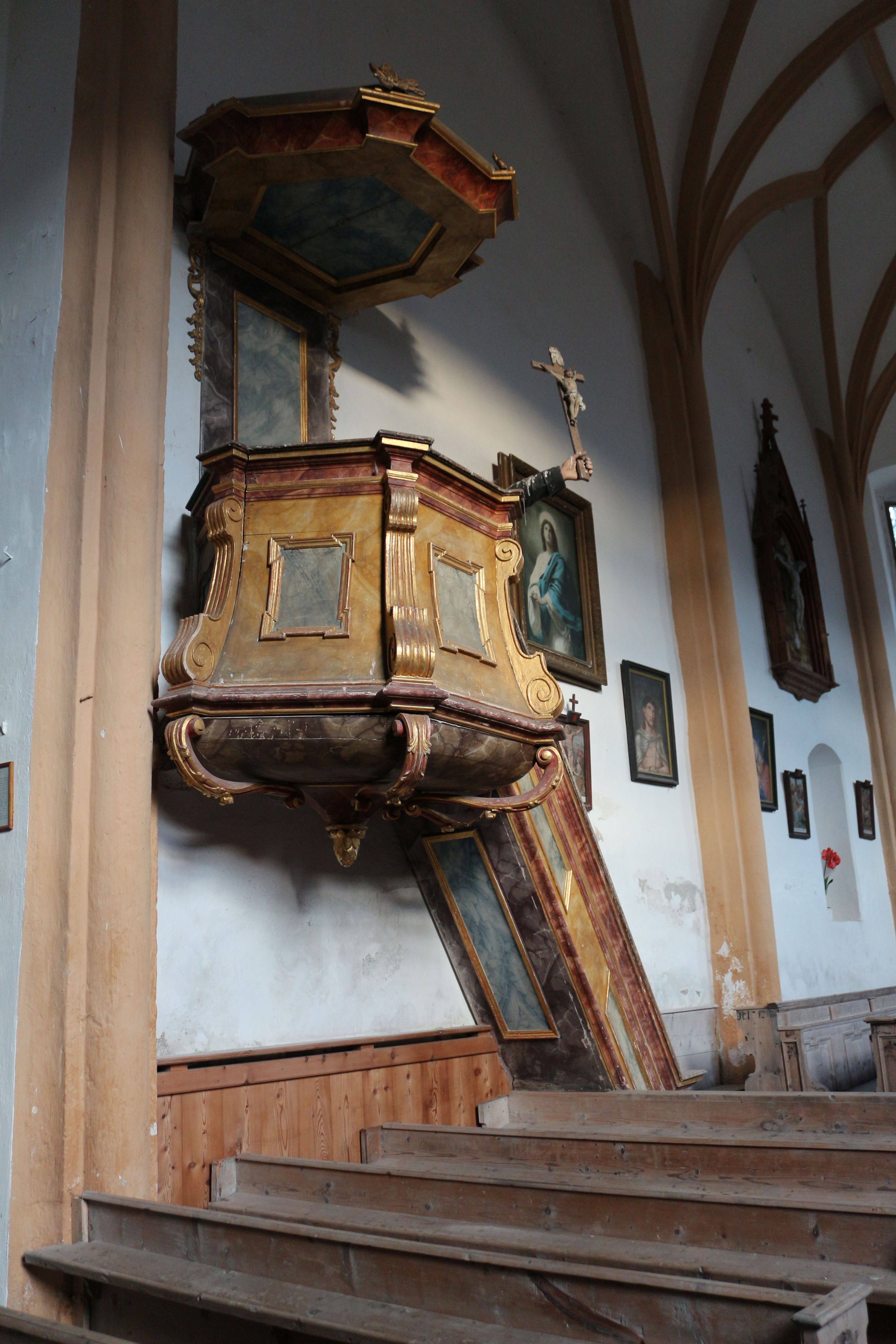
Die marmorierte und vergoldete Holzkanzel mit dem im Ostalpenraum nicht unüblichen Predigerarm.

Die römisch-katholische Filialkirche hl. Virgil steht in der Marktgemeinde Gaishorn am See im Bezirk Liezen in der Steiermark. Die auf den heiligen Virgil von Salzburg geweihte Filialkirche – dem Stift Admont inkorporiert – gehört zum Dekanat Admont der Diözese Graz-Seckau. Die Filialkirche mit einem Kruzifix und die ehemalige Friedhofsfläche stehen unter Denkmalschutz.

## Lage
Die Kirche liegt auf einer Anhöhe nördlich von Gaishorn am See und ist über einen unbefestigten Weg erreichbar, der erschwert auch mit dem Pkw befahrbar ist. Der unmittelbare Weg zur Kirche wird von einem Kreuzweg, bestehend aus auf überdachten Holzkreuzen montierten Holztafeln, auf denen der Leidensweg Jesu Christi aufgemalt ist, am rechten Böschungsrand gesäumt. In unmittelbarer Nähe befinden sich ein Wohnhaus sowie eine ebenfalls denkmalgeschützte Flurkapelle.

## Geschichte
Die Ursprünge der Kirche gehen auf die Mitte des 15. Jahrhunderts zurück, wobei das Vorgängergotteshaus der heutigen Kirche nach einer Genehmigung des Erzbistums Salzburg (Erzbischof Friedrich IV.) vom 10. August 1448 ab dieser Zeit erbaut wurde. Nachdem der damalige Pfarrer von St. Lorenzen die Genehmigung zum Bau erhielt, dauerte der eigentliche Bau bis ins Jahr 1465, wobei die Kirche am Weihetag des heiligen Virgil am 15. Juni 1465 von Georg II., Bischof von Seckau, konsekriert wurde. Die erste Kirche blieb nach der Fertigstellung nur rund 15 Jahre lang erhalten. Nachdem die Türken in der zweiten Hälfte des 15. Jahrhunderts häufig in die Steiermark einfielen, kamen sie im August 1480 auch in die Gegend um das heutige Gaishorn am See, wobei die Kirche bei diesem Einfall von den Türken zerstört wurde. Nach der Zerstörung durch die Türken im Jahr 1480 wurde die Kirche wieder neu aufgebaut und im Jahre 1524 als spätgotische Kirchenanlage fertiggestellt. In den nachfolgenden Jahrhunderten wurde die Kirche mehrfach umfangreich renoviert und weitere Kirchenteile adaptiert bzw. neu dazugebaut. Größere Renovierungen im letzten Jahrhundert erfolgten in den Jahren 1925, 1948 (500-jähriges Bestehen) und 1982.

## Architektur
Die Kirche besitzt einen beinahe quadratischen Grundriss und besteht aus einem einschiffigen Langhaus mit vier Jochen und einem Chor, aus einer nördlichen Seitenkapelle aus dem Jahr 1733, einer südlich des Presbyteriums gelegenen gotischen Sakristei und einem Dachreiter. Die 1733 dazugebaute Seitenkapelle ist dem heiligen Leonhard geweiht. Betreten werden kann die Kirchenanlage durch ein spitzbogiges, annähernd kielbogiges, verstäbtes gotisches Westportal oder durch ein rundbogiges barockes Südportal. Die ursprünglichen Spitzbogenfenster existierten heute nicht mehr; mittlerweile wurden sämtliche Fenster der Kirche barockisiert. Zudem besitzt das Schiff ein Kreuzgratgewölbe, wobei hingegen die beiden östlichen Chorjoche, die durch eine zweistufige Erhöhung des Bodenniveaus vom Langhaus getrennt sind, ein unregelmäßiges Sternrippengewölbe ohne Kapitelle aufweisen. Ebendieses Gewölbe liegt auf durchlaufenden Runddiensten, die wiederum auf Wandpfeilern verankert sind (siehe auch Wandpfeilerkirche). Über den beiden westlichen Jochen spannt sich ein bretterverschaltes Tonnengewölbe, wobei diese Verschalung in der jetzigen Form erst in den 1980er Jahren entstand. Die dem heiligen Leonhard geweihte und dementsprechend Leonardikapelle genannte Seitenkapelle liegt um eine Stufe höher und ist vom Langhaus lediglich durch einen offenen und gedrückten Halbkreisbogen getrennt. Auch sie weist das bereits erwähnte Kreuzgratgewölbe auf. Die Sakristei ist vom Altarraum durch ein Rundbogenportal mit einer schmiedeeisernen Tür abgeteilt. Eine gekrümmte, zweiläufige Treppe befindet sich nördlich des Haupteingangs und führt zur hölzernen Musikempore, deren gedrechselte Balusterbrüstung aus dem Jahre 1865 auf zwei einfachen vierkantigen Holzpfeilern montiert ist. Langhaus, wie auch Chor, sind mit einem steilen Satteldach gedeckt. Der mit einem bekrönten lateinischen Kreuz ausgestattete Dachreiter, mit vier Schallfenstern und Zeltdach, in dessen Glockenturm zwei Glocken montiert sind, befindet sich an der Westseite der Kirche. Die beiden Glocken wurden einst von Johann Stoll aus Sankt Lorenzen im Mürztal, dortiger Gemeindevorsteher bzw. Bürgermeister von 1895 bis 1931, gestiftet. 

## Ausstattung
Auf der rechten Seite des gotischen Westportals befindet sich ein großes hölzernes Kruzifix aus dem Jahre 1727. Der Hochaltar im Inneren der Kirche stammt aus dem Jahre 1619. Zudem besitzt die Kirche in der 1733 dazugebauten Leonardikapelle auch noch einen dementsprechend kleineren Seitenaltar. Die Altarbilder des Hochaltars stellen die Gottesmutter Maria (Votivbild), sowie die beiden Heiligen Leonhard und Isidor dar. Die kunstvoll geschnitzten Kirchenbänke stammen zum Teil noch aus dem 17. Jahrhundert. An der Nordseite, neben dem Halbkreisbogens zur Leonardikapelle, befindet sich eine barocke, marmorierte und vergoldete Holzkanzel, aus der ein Predigerarm mit einem Kruzifix in der Hand ragt. Diese Kanzeln mit Predigerarmen, die allesamt schwarze Ärmel aufweisen, stammen vorwiegend aus der Barockzeit und sind in vielen Kirchen im Ostalpenraum zu finden. Sie dienten zu dieser Zeit als Mahnung gegen den sich im Stillen verbreitenden Protestantismus. Weiters befinden sich in der Kirche fünf Ölbilder auf Holztafeln des Malers Johann Antony Pöttschnickh, die mit dessen Namen und der Jahreszahl 1764 signiert sind. Pöttschnickh zeigt sich für diverse Kirchengemälde in dieser Gegend verantwortlich, so unter anderem auch für ein Gemälde über den Großbrand von Assach im Jahre 1749 in der Pfarrkirche Assach oder für ein Gemälde in der Antoniuskapelle der dem Stift Admont inkorporierten Wallfahrtskirche Frauenberg an der Enns. Weitere Gemälde in der Kirche weisen ein noch höheres Alter auf und stammen unter anderem aus dem frühen 18. Jahrhundert.